# Marxes exploratòries
Les marxes exploratòries són una eina de diagnosi participativa i dinàmica que consisteix en recorreguts a peu per part de col·lectius de dones – i/o altres - amb l'objectiu d'identificar els punts forts i febles d'un espai urbà, especialment des de la perspectiva de seguretat, inclusivitat i accessibilitat. No obstant, el concepte de marxes exploratòries ha estat desenvolupat al Canadà, l’any 1989, pel Comité d’acció de la regió metropolitana de Toronto responent a la violència feta contra les dones i les criatures (METRAC). Aquestes marxes, sovint impulsades per moviments feministes, són utilitzades per visibilitzar les experiències de les dones en l'ús del temps i de l'espai públic, a banda promoure transformacions urbanes que responguin millor a les seves necessitats.
La realització de marxes exploratòries persegueix una metodologia feminista que centra l'atenció en la detecció d'aspectes urbans relacionats amb la percepció de seguretat en l'espai públic des d'una perspectiva de gènere i posa en el centre la participació de la dona.

Les marxes exploratòries més enllà de formar part d'una política urbana amb perspectiva de gènere, persegueix la perspectiva de les dones. 
Sisè. Perspectiva de les dones: els poders públics han de fer valer les aportacions de les dones en la construcció, el manteniment i la transformació de la societat; fer visibles i reconèixer les diferències, les singularitats i les particularitats territorials, culturals, ètniques, religioses, personals, d'edat, estat de salut, socioeconòmiques i d'orientació i identitat sexuals de dones i homes sense exclusions; reconèixer les dones com a subjectes socials, econòmics i polítics, i destacar les experiències vitals tant de dones com d'homes.

LLEI 17/2015, del 21 de juliol, d'igualtat efectiva de dones i homes. Art. 3. 
Es tracta de crear nuclis reduïts de dones que ajudin a detectar i analitzar quins elements físics i socials condicionen aquesta percepció de seguretat del municipi.

## Dret de les dones a la ciutat
Un flanêur és una figura que representa qui ha estat un subjecte vàlid en les urbs i, per tant, entendre qui no ha estat vàlid. Charles Baudelaire situa en la seva obra un cavaller, un espectador apassionat de la ciutat, que té ànsia de ser un amb la multitud, ser al centre mateix de l'acció i així i tot, ser invisible . Altres autors ho han considerat com un personatge essencial a la ciutat, com algú a reclamar en l'escenari públic, no obstant això, aquesta figura es presenta sempre com un home.

Muxí recull les següents paraules de Manuel Delgado:
el flâneur baudelairià difícilment podria ser una flâneuse, ja que el seu hàbitat natural – el carrer – és un domini utilitzat amb llibertat només pels homes i controlat per ells.
Muxí recull com el flâneur és el dominador d'aquest espai urbà i, a la dona, se li requisa aquesta llibertat, aquest dret de la ciutat. L'autor citat per Muxí, Delgado, esmenta la flâneuse, que seria aquest subjecte femení invisible capaç de recórrer els carrers i ser protagonista de les accions que es desenvolupin en aquestes. Fraseridentifica com espai públic, un espai de caràcter liberal que realment restringeix l’accés a grups infravalorats per raons de gènere, classe social i orígens ètnics. Per aquest motiu, es fa referència al caire liberal en el planejament dels espais, en la individualització d’una classe social alta i privilegiada on no es representa la col·lectivitat d’aquests.
En aquesta ocupació de l'espai públic Sancho, a través de la recerca de María Elósegui, identifica tres models de relacions entre homes i dones en aquest espai: diferència sense igualtat, on la diferenciació de rols és assumida per la societat i la ciutat, és a dir, el públic és masculí i el privat femení; igualtat sense diferència, on les dones pretenen accedir al privat assumint un rol masculí; i la igualtat en la diferència i corresponsabilitat, que és assumir que tots dos gèneres poden ocupar rols de l'altre i la intromissió en l'espai públic ha d'adaptar-se, es parteix d'una diferència per a aconseguir la igualtat.

## Origen i antecedents
Les marxes exploratòries van sorgir als anys 90, especialment en el context de moviments feministes a ciutats com Montreal i Toronto a causa de l’increment d’agressions sexuals, on es van utilitzar per promoure un disseny urbà més segur i inclusiu. A partir d'aquestes experiències, la metodologia va ser adaptada i ampliada a diferents països, incloent-hi diverses ciutats europees i llatinoamericanes.
A Catalunya, el Col·lectiu Punt 6 ha estat un dels referents en l'organització de marxes exploratòries com a part de les seves intervencions urbanístiques amb perspectiva de gènere. Aquest col·lectiu promou una arquitectura i un urbanisme feminista i participatiu, i ha col·laborat amb ajuntaments i entitats per realitzar diagnòstics urbans que incloguin la visió de les dones.
Les desigualtats de gènere en les polítiques públiques de mobilitat i planificació urbana han reflectit una visió androcèntrica, centrada en els patrons de mobilitat dels homes amb treballs remunerats i desplaçaments de caràcter privat (vehicle individual). Això ha exclòs les necessitats de les dones, que, a causa de la càrrega de treball domèstic i de cures, o cadenes globals de cures, realitzen desplaçaments més curts però complexos, utilitzant principalment transport públic i formes de mobilitat més sostenibles. Aquesta exclusió de les dones en el disseny de sistemes de mobilitat, per exemple, ha limitat el seu accés a oportunitats laborals i ha afectat el seu temps personal i d'oci; a banda, en termes de seguretat, dintre de les complexitats en els desplaçaments, s’han modificat els recorreguts prioritzant rutes més llargues i segures, que no curtes però insegures - àmbit d’agressions sexuals.
L'escenari d'invisibilitat de les dones en l'esfera pública i en les decisions sobre mobilitat ha donat lloc a la creació de les marxes exploratòries que busquen corregir aquestes desigualtats. S’ha presentat aquesta proposta de política pública urbana d’igualtat efectiva que integra una perspectiva de gènere interseccional, amb l'objectiu de reclamar un enfocament de gènere dintre de l’administració local prenent contacte amb la ciutadania a l'hora de gestionar les seves necessitats i crear ciutats resil·lients, segures i feministes.

## La interseccionalitat de les marxes exploratòries
Abordar les qüestions des d'una perspectiva feminista, segons Kern, implica anar més enllà de la simple formulació de "preguntes de dones" i endinsar-se en una anàlisi interseccional que tingui en compte la complexitat de les diverses realitats que afecten a les dones. Això significa reconèixer que no hi ha una única experiència femenina, sinó que les dones es veuen travessades per múltiples eixos d'opressió com el gènere, la classe social, la raça, la discapacitat, la sexualitat o l'edat, entre d'altres. Aquests factors influeixen en la forma com cadascuna viu les injustícies i els obstacles que troba en la seva vida quotidiana.
Des d'aquesta perspectiva, la metodologia de les marxes exploratòries es converteix en una eina clau, ja que permet no només visibilitzar les experiències diverses de les dones en l'espai públic, sinó també identificar les maneres com aquestes opressions es materialitzen i s'entrecreuen en l'espai urbà. Les marxes, com a exercici d'escolta i observació activa, proporcionen una comprensió més àmplia de les dinàmiques de poder que regulen la ciutat, tot destacant els llocs on aquestes dinàmiques exclouen o invisibilitzen certs cossos, identitats i experiències.
Encunyar aquest concepte, sosté anar més enllà del binarisme del sexe i atendre altres sistemes estructurals que també són oprimits, com la classe social, la identitat sexual, la raça. Aquestes categories intervenen en la identitat de cada individu, arribant a coexistir; per això , és rellevant que la perspectiva de gènere sigui interseccional, perquè no té les mateixes necessitats una dona blanca, de jove edat, europea, que una dona afroamericana de mitjana edat amb discapacitat. Ambdues seran dones, i compartiran l'espai a la ciutat, però sofriran distint tipus de discriminació.
La interseccionalitat esdevé així no només un marc teòric, sinó també una pràctica metodològica que exigeix una anàlisi profunda de com els diferents sistemes d'opressió s'articulen i afecten les persones de manera diferenciada.

## Principis bàsics i objectius de les marxes exploratòries
Al començament del 2000, es crea l’organització no governamental Women in Cities International. Suposa la creació d’una organització de caràcter feminista que ha estat treballant sobre la seguretat de les dones i nenes amb la intenció d’obrir debat dintre de l’agenda publica local, nacional i internacional. Aquesta implicació que va néixer a Montreal va reunir molta informació sobre quins n’eren els elements que contribuïen a la percepció de seguretat de les dones. D'aquí sorgeixen els famosos sis principis bàsics per a un entorn segur per a les dones:
- Saber on ets i on vas.
- Veure i ser vista.
- Escoltar i ser escoltada.
- Poder escapar i obtenir auxili.
- Viure en un ambient net i acollidor.
- Actuar col·lectivament.

Reconèixer les marxes exploratòries com una eina de millora en les polítiques públiques urbanes en el disseny de la ciutat, suposa repensar l’espai i les activitats, a banda de ser un element de coproducció arrel d’experiències personals de les dones.
Les marxes permeten assolir l’objectiu general d’incorporar la perspectiva de gènere en el disseny i les intervencions a l’espai urbà, a partir dels objectius específics següents que es recullen en el Quaderns metodològics feministes:
- Identificar les necessitats i demandes sobre espai urbà i vida quotidiana per les dones a partir del treball sobre el propi territori.
- Recollir i incorporar les necessitats i les demandes – els testimonis directes - de les dones i/o col·lectius diversos -  del territori que han participat en les marxes exploratòries a partir de modificacions i transformacions de l’espai urbà. Fer dels barris de la ciutat entorns més habitables, inclusius i harmònics amb la vida quotidiana i amb les experiències de totes les persones.
- Proposar solucions de millora en termes de seguretat, accessibilitat i habilitat dels espais de manera pràctica. Les marxes permeten visualitzar i fomentar un altre planejament, disseny, manteniment i remodelacions dels espais públics que tinguin en compte les necessitats de les dones.
- Augmentar la participació ciutadana a través de la promoció i dinamització d’entitats i grups de dones del barri/districte, implicant-les activament en l’anàlisi i la formulació de propostes en matèria de seguretat i vida quotidiana. Les marxes són una oportunitat per conèixer i apropar una multiplicitat de grups i entitats de dones, així com també de fomentar la participació, la coproducció d’actuacions públiques, el treball en xarxa al territori i l’apoderament individual i col·lectiu.

Les marxes es desenvolupen mitjançant recorreguts per diferents barris o espais urbans, on les participants avaluen l’entorn amb l’objecte de crear una mobilitat que sigui:

### Quotidiana i cuidadora
La major part dels desplaçaments a Catalunya estan relacionats amb tasques domèstiques i de cures, però la majoria s'emmarquen en la categoria de “personals”, invisibilitzant així la càrrega de cures que aquests comporten, on en la majoria dels casos l'assumeixen les dones. El transport públic i les infraestructures no corresponen adequadament amb aquestes necessitats. Perquè la mobilitat sigui realment quotidiana i de cures, caldria repensar en recorreguts útils: connectar els diferents mitjans de transport i facilitar l'accés als serveis bàsics, per exemple (escoles, hospitals, centres culturals).

### Accessible i diversa
La planificació urbana ha descartat tradicionalment els diferents estats de salut i la diversitat de cossos: des de nens fins a ancians, usuaris de cotxets de bebè, cadires de rodes o persones neurodivergents.

### Segura i lliure
Aquests termes acompanyen el sis principis bàsics que incideixen en la (in)seguretat de les dones, és a dir, per garantir una mobilitat segura, les infraestructures han de ser vigilades, ben il·luminades i accessibles, fomentant una comunitat segura per a tothom. La violència masclista i la percepció d'inseguretat limiten la mobilitat de les dones a la ciutat. Així com la violència viària està influenciada pel gènere, afectant principalment els homes a causa de conductes de risc relacionades amb la masculinitat.

### Nocturna
Sovint la nit es exclosa de la planificació de la vida quotidiana. No tan sols existeix l’oci nocturn, sinó també existeix el món laboral nocturn que tenen ocupacions vinculades a treballs de cures (neteja, hospitals, geriàtrics, treballadores sexuals, etc.) i que veuen com la seva mobilitat, així com les necessitats bàsiques de retorn a casa, s’enfrontin a llargs recorreguts on poden viuen situacions d'assetjament i violència sexual.

### Participativa
Incidir en la dinamització dels òrgans consultius i processos participatius per a adaptar horaris, espais, dinàmiques i temes a la diversitat de persones, incloure els valors de la mobilitat quotidiana i de cures, visibilitzar el valor afegit de l'experiència de mobilitat quotidiana de les dones i garantir que no se silenciïn unes certes veus ni es desenvolupin dinàmiques de condescendència masclista o de lideratges hegemònics.

### Metodologia de les marxes exploratòries
Les marxes consten de les fases següents, tot tenint en compte que no son estrictament aquestes:
A.  Preparació tècnica. El disseny de les marxes per part dels agents implicats.
- Reunions entre el personal tècnic implicat en al realització de la marxa.
- Disseny d’un calendari aproximat amb els temps de les accions, i les accions.
- Reunió tècnica de territori.

B.   Preparació de la/les marxa/es amb les dones. És la part més participativa.
- Convocatòria a la reunió preparatòria.

- Reunió amb les dones participants (presentació del procés de treball, introducció i plantejament del recorregut i horaris).

- Execució de com estaran organitzades les marxes i els participants.

C.   Realització de les marxes. Implementació de les marxes exploratòries.
- Realització de la/es ruta/es.

D.  Conclusions. Avaluació i posada en comú de les necessitats observades durant el procés.
- Sessions de treball de conclusions amb les dones.
- Elaboració d’informes finals.
- Sessió avaluativa dels agents implicats (anàlisi de les línies de treball).
- Presentació institucional dels resultats.

## Impacte i Resultats
L’impacte de les marxes exploratòries és el dret a definir, el dret a ser dintre de la ciutat.
Des dels poders públics, centrar-se en un urbanisme amb perspectiva de gènere no és tan sols repensar la ciutat, fer-la més segura, entre altres factors; suposa irrompre en les relacions socials, analitzar totes aquelles experiències que intervenen a l'hora de dissenyar l'espai públic. Si bé, crear ciutats conciliadores no ha de suposar assumir que les dones han de sentir tranquil·litat en els seus desplaçaments per motius de cures, sinó més aviat, a entendre que, independentment del gènere, partint des de la diversitat, han d'assumir-se el trànsit de dones i homes independentment del motiu del seu desplaçament.
Els resultats de les marxes exploratòries poden traduir-se en diverses accions concretes:
-       Comprovacions in situ dels elements de millora de la percepció de seguretat i la utilitat.
-       Apoderar i formar les dones en l’espai pel qual transiten i poder detectar desavantatges.
-       Crear comunitat, així com una xarxa participativa local. Tornar a aquest escenari previ comunitari.
-       Posar la vida en el centre i assumir que el treball de cures té un impacte públic.
-       Repensar i reapropiar els espais públics amb una perspectiva de gènere interseccional mitjançant les ‘auditories’ de dones.
Granollers, Reus, Santa Coloma de Gramenet, Barcelona, l’Hospitalet de Llobregat o Olesa de Montserrat són alguns dels que han apostat per integrar la mirada feminista en projectes urbans, els ajuntaments han implementat les recomanacions derivades d'aquestes marxes, demostrant l'impacte real que tenen sobre la qualitat de vida de les comunitats urbanes.

## Crítica al sistema
Allò normatiu, que fa referència a la norma social. És a dir, tot allò que s'ha anat acceptant dins de la norma social; aquí és apropiat fer protagonista al patriarcat i en com els homes “han explicat el món amb els seus propis termes i han definit quines eren les qüestions d'importància per a convertir-se així en el centre del discurs”; deixa veure de quina manera, tot el que surt del discurs masculí tendeix a ser menys vàlid de manera social, i per tant, es surt fora de la norma.
Kern ja ho expressa d'alguna manera quan afirma que ja des del món acadèmic, les feministes han volgut atorgar aquest reconeixement a les dones com a subjectes urbans vàlids i/o diferents. Voler atorgar un reconeixement, indirectament constitueix una lluita sobre preguntar què necessita aquest gènere, les dones, en l'espai urbà; no obstant això, les urbs no sols estructuren un únic sistema d'opressió, sinó que, des d'una mirada interseccional convergeixen altres estructures que oprimeixen al mateix temps sobre el mateix subjecte.
També, Kern cita a Lauren Elkin qui parla dels dos extrems, en com la dona ha estat molt invisible com a massa visible; invisible sobretot perquè ha estat relegada a un àmbit privat, privant-la així, valgui la redundància, dels plaers col·lectius; i massa visible perquè observar una dona sola pel carrer podia portar al disbarat de considerar-la una dona “fent el carrer”. D’alguna manera, les marxes exploratòries només en són una eina amb perspectiva de gènere dintre d’un sistema d’engranatges patriarcals.